# Alex Killorn
Alexander Joseph Killorn, detto Alex (Halifax, 14 settembre 1989), è un hockeista su ghiaccio canadese, ala sinistra e alternate captain degli Anaheim Ducks (NHL).
Selezionato dai Tampa Bay Lightning come 77ª scelta assoluta al Draft 2007, Killorn ha vinto ben due Stanley Cup con questa squadra, nel 2020 e nel 2021.

## Primi anni
Nato ad Halifax, nella provincia di Nova Scotia, Alex Killorn cresce a Beaconsfield, nel Québec, con due sorelle. Killorn frequenta la Loyola High School di Montreal e comincia a muovere i suoi primi passi nell'hockey su ghiaccio. Con i Lac St. Louis Lions comincia a militare nei campionati delle minor leagues canadesi per poi trasferirsi negli Stati Uniti e passare alla Deerfield Academy di Deerfield, in Massachusetts, con cui gioca per due stagioni.

## Carriera professionistica

### Giovanili
Dopo il suo anno da senior nella Deerfield Academy, Killorn viene scelto dai Tampa Bay Lightning con la 77ª scelta assoluta al 3° round del Draft 2007. Data la sua giovane età, i Lightning non hanno fretta di aggregarlo nelle sue squadre affiliate, accettando la decisione di Killorn di iscriversi alla Harvard University, in cui disputa con i Crimson il campionato NCAA di Division I nella ECAC Hockey Conference. Dopo la stagione 2011-12, Killorn viene nominato nell'ECAC Hockey First Team.

### Tampa Bay Lightning
Dopo la sua stagione da senior con gli Harvard Crimson, i Lightning decidono di trasferirlo presso la loro squadra affiliata di AHL, i Norfolk Admirals per concludervi la stagione 2011-12. Killorn si mette subito in mostra come elemento determinante per la vittoria della Calder Cup da parte degli Admirals.
È del 19 maggio 2012 il primo contratto NHL di Alex Killorn, che si lega ai Tampa Bay Lightning con un entry-level contract biennale. Per la NHL è un momento di crisi, con un lockout che blocca l'inizio della stagione, per cui Killorn passa la prima parte della stagione 2012-13 in AHL con la nuova squadra affiliata dei Lightning, i Syracuse Crunch. Nel gennaio 2013 Killorn viene richiamato dai Lightning in NHL, che nel frattempo ha ripreso le sue attività, e il 10 febbraio 2013 fa registrare il suo primo punto in NHL con un assist sulla rete di Vincent Lecavalier contro i New York Rangers. Il primo goal arriva il 16 febbraio successivo, trafiggendo il goalie dei Florida Panthers, José Théodore, in una gara vinta all'overtime dai Lightning con il punteggio di 6–5. Killorn conclude la stagione (abbreviata ad una regular season di 48 gare) con 7 goal e 12 assist in 38 partite disputate. Per i Lightning è una stagione pessima, finendo penultimi nella classifica della Eastern Conference e terzultimi in quella di lega.
La sua seconda stagione in NHL è, per Killorn, la stagione della definitiva consacrazione: in 82 presenze in regular season, Killorn totalizza 17 goal e 24 assist, contribuendo in maniera decisiva a trascinare i suoi Lightning ai playoff (dopo la loro ultima apparizione nel 2011). Il debutto assoluto di Killorn in una gara degli Stanley Cup playoff è del 16 aprile 2014, in Gara 1 del First Round contro i Montreal Canadiens, persa con il punteggio di 5–4; in questa partita, tuttavia, lo stesso Killorn segna la sua prima rete in carriera nei playoff (contro il goalie Carey Price) e mette a referto un assist sulla rete di Steven Stamkos. I Lightning e Killorn finiranno per essere eliminati in 4 gare dai Canadiens; Killorn finisce la sua prima apparizione ai con 1 goal e 1 assist in 4 partite.
Conclusa la stagione, il 19 giugno 2014 i Lightning annunciano ufficialmente di aver rinnovato il contratto di Killorn, che firma un biennale da 5.1 milioni $. Nella stagione 2014-15 Killorn disputa 71 partite, segnando 15 goal e piazzando 23 assist. Nei successivi playoff, Killorn e compagni battono al First Round i Detroit Red Wings in 7 gare (ribaltando uno svantaggio di 3–2 dopo le prime 5 partite), per poi eliminare anche i Montreal Canadiens in 6 gare. Nelle Eastern Conference Finals i Lightning affrontano e battono in 7 gare i New York Rangers, vincitori del Presidents' Trophy, per poi venire sconfitti nelle Stanley Cup Finals dai Chicago Blackhawks dopo 6 partite. Durante la sua partecipazione ai playoff, Killorn realizza diversi record per lui che è un ex-alunno di Harvard: in Gara 1 delle Stanley Cup Finals del 3 giugno 2015, battendo il goalie dei Blackhawks Corey Crawford, Killorn segna la prima rete segnata da un ex-studente di Harvard in una partita delle Stanley Cup Finals; Killorn ne segna anche un secondo in Gara 4 il 10 giugno successivo, diventando il primo Harvard alumni a mettere a segno più di una rete o più di un assist nella storia delle Stanley Cup Finals. In tutti i playoff, Killorn segna 9 goal e realizza 9 assist in 26 partite, mettendo a referto le migliori statistiche tra i 12 giocatori ex-alunni di Harvard che hanno partecipato nella storia alle Stanley Cup Finals. In due edizioni dei playoff a cui ha partecipato, Killorn totalizza 10 goal soltanto in 30 partite, dietro soltanto a Dominic Moore (11 reti) tra gli ex-alunni di Harvard, che però registra 88 presenze totali nei playoff.
Nella stagione 2015-16, Killorn gioca 81 partite, segnando 14 goal e facendo registrare 26 assist. Con i Lightning passa a disputare i playoff, sconfiggendo al First Round i Detroit Red Wings (per la seconda stagione consecutiva) in 5 gare, per poi battere al Second Round i New York Islanders sempre in 5 partite. I Lightning si fermano però alle Eastern Conference Finals battuti in 7 gare dai Pittsburgh Penguins, ad appena una gara dalla seconda apparizione alle Stanley Cup Finals e dopo aver ribaltato uno svantaggio momentaneo di 3–2. Killorn disputa tutte le 17 gare dei Lightning in questi playoff, facendo registrare 5 goal e 8 assist.
Il contratto di Killorn è in scadenza e, dopo le trattative, l'attaccante rinnova con i Lightning firmando un contratto di 7 anni per 31 milioni €. Dopo la firma del suo nuovo contratto, Killorn gioca 81 gare nella regular season della stagione 2016-17, facendo mettere a referto 19 goal e 17 assist. Il 23 marzo 2017 Killorn fa registrare il suo 100° assist in NHL, servendo il passaggio decisivo nella rete di Jonathan Drouin in una vittoria per 6–3 contro i Boston Bruins. I Lightning, però, mancano per un solo punto in classifica la qualificazione ai playoff (a cui la squadra ha sempre partecipato ininterrottamente dall'edizione 2013).
Con la stagione 2017-18 arriva anche la prima multa comminata a Killorn da parte del Department of Player Safety della NHL, che lo multa di 5000 $ dopo una carica durissima portata nella partita contro i New York Rangers del 2 novembre 2017. In questa stagione, Killor gioca tutte le 82 partite di regular season, segnando 15 goal e servendo 32 assist. Grazie anche alle sue prestazioni, i Lightning ritornano ai playoff dopo un anno di assenza, battendo al First Round i New Jersey Devils in 5 gare, per poi sconfiggere nettamente i Boston Bruins al Second Round e sempre in 5 gare. La corsa di Killorn e compagni termina però nuovamente alle Eastern Conference Finals, battuti in 7 gare dalla squadra che poi avrebbe vinto la Stanley Cup, i Washington Capitals, in una serie in cui si erano portati in vantaggio sul 3–2. Killorn disputa tutte le 17 gare dei playoff, facendo registrare 5 goal e 2 assist.
Anche la stagione 2018-19 vede Killorn impegnato in tutte le 82 gare di regular season dei Lightning, facendo registrare 18 goal e 22 assist. In questa stagione Killorn raggiunge anche diversi milestones di carriera: il 19 febbraio 2019 segna la sua 100ª rete in NHL in una vittoria per 5–2 sui Philadelphia Flyers, mentre il 28 febbraio successivo gioca la sua partita n. 500 in NHL contro i Boston Bruins (in una sconfitta per 4–1). I Lightning accedono nuovamente ai playoff vincendo per la prima volta nella loro storia il Presidents' Trophy. Tuttavia, al First Round, Killorn e i suoi Lightning vengono notevolmente limitati dalla difesa dei Columbus Blue Jackets, che a sorpresa eliminano subito i Lightning in appena 4 partite; Killorn segna fa registrare solo 1 goal e 1 assist.
Prima dell'inizio della stagione 2019-20, i Lightning comunicano la nomina di Killorn come alternate captain della squadra, dopo il ritiro prematuro di Ryan Callahan (dovuto ad una malattia degenerativa alla schiena). La stagione è però segnata, a tre settimane dalla conclusione della regular season, dallo stop imposto dalla NHL al campionato a causa della pandemia di COVID-19, con i playoff posticipati fino all'estate. Killorn finisce la regular season con 68 partite disputate, 26 reti e 23 assist; i 26 goal stagionali sono il suo record stagionale in carriera, pienamente in corsa per superare quota 30 reti se non vi fosse stata l'interruzione. Dopo la ripresa del campionato, i Lightning accedono ai playoff e il 10 settembre 2020, nelle Eastern Conference Finals contro i New York Islanders, Killorn subisce una squalifica di 1 gara per una boarding penalty ai danni di Brock Nelson. Killorn e i Lightning avrebbero poi battuto gli Islanders in 6 gare, riuscendo finalmente ad accedere alle Stanley Cup Finals contro i Dallas Stars. Nelle Finals Killorn e compagni battono gli Stars in 6 partite e si laureano campioni NHL per la 2ª volta nella loro storia. Killorn chiude questi playoff di successo per i Lightning con 5 goal e 5 assist in 24 partite, ricevendo la nomination dalla sua squadra per ricevere il Bill Masterton Memorial Trophy (andato poi a Bobby Ryan, degli Ottawa Senators).

## Palmarès

### World Hockey Challenge U17
- 1 medaglia:
  - 1 oro (Canada 2006)

### Mondiali
- 1 medaglia:
  - 1 argento (Francia/Germania 2017)

### AHL
- Calder Cup (2012)

### NHL
- Stanley Cup (2020, 2021)